# Napomyza lyalli
Napomyza lyalli este o specie de muște din genul Napomyza, familia Agromyzidae, descrisă de Spencer în anul 1976. Conform Catalogue of Life specia Napomyza lyalli nu are subspecii cunoscute.